# Nemovitá věc
Nemovitá věc je věc v právním smyslu, jejíž podstata vychází z latinského immobilium („to, co se nedá přemístit“). Dříve se proto nemovité věci označovaly jako imobilie. Někdy bývají také nazývány realitami – toto označení odpovídá anglickému real estate (pojem užívaný v USA), resp. real property (Spojené království).
Občanský zákoník z roku 1964 používal pojmu nemovitost a ve svém § 119 ji definoval jako pozemek nebo stavbu spojenou se zemí pevným základem (dům, chata, garáž apod.). Ostatní věci byly movité. Od 1. ledna 2014 obnovil nový občanský zákoník platnost obecné právní zásady superficies solo cedit (ve významu „stavba je součástí pozemku“) a jako nemovité věci již v § 498 chápe kromě pozemků jen podzemní stavby se samostatným účelovým určením (např. metro nebo vinný sklep). Přesto však význam pojmu nemovité věci rozšířil, protože v právním smyslu jsou takovou věcí i věcná práva k hmotné nemovité věci, jako je tomu podle § 1242 občanského zákoníku u práva stavby, a další práva, která za nemovitou věc prohlásí zákon. Občanský zákoník dále stanoví, co je součástí nemovité věci (např. rostlinstvo vzešlé na pozemku nebo stroj a jiné upevněné zařízení, pokud toto není zapsáno do veřejného seznamu). Některá pravidla jsou stanovena i ve zvláštních zákonech, např. samostatnou nemovitou věcí je i jeskyně.
Zvláštní režim vlastnictví může, ale nemusí být použit u bytových domů; v takovém případě není předmětem věcných práv bytových spoluvlastníků přímo samotná nemovitá věc (dům), ale stanou se jím bytové jednotky, na něž je rozčleněna (prostorově oddělené byty a podíly na společných částech domu). Tyto bytové jednotky jsou totiž samy nemovitou věcí.

## Oceňování nemovitých věcí
Ve většině zemí existuje funkce znalce ceny nemovitostí. Znalec může oceňovat nemovitou věc:
- Dle právních předpisů, kdy odhadní cena nemusí v tomto případě vůbec odpovídat ceně tržní (tento postup je použit např. v České republice).
- Na základě minulých prodejů obdobných nemovitostí v dané lokalitě. Odhadní cena by měla odpovídat ceně tržní (tento postup je použit např. ve Velké Británii a USA).

V některých zemích existují oficiální databáze cen prodaných nemovitostí (např. ve Velké Británii). V USA existuje pro každou oblast tzv. MLS databáze, ve které jsou shromážděny aktuální nabídky i minulé prodeje. Ve většině zemí světa ovšem takové databáze neexistují a tržní cenu nejsnáze určí dle svých zkušeností realitní makléř.

## Evidence nemovitých věcí
Nemovité věci jsou v České republice evidovány v katastru nemovitostí, jehož provoz zajišťuje Český úřad zeměměřický a katastrální. Katastr nemovitostí je veřejným seznamem a údaje v něm zapsané jsou považovány za správné – v souladu se skutečným stavem (princip materiální publicity). Veškeré změny právních vztahů k nemovitým věcem (převod vlastnictví, věcná břemena, zástavní práva, exekuční nařízení) je nutné vždy předkládat příslušnému katastrálnímu úřadu, který provede řízení o změně.